# 中川真佐志
中川 真佐志（なかがわ まさし、1955年2月19日 - ）は、日本の実業家。オリエンタル酵母工業代表取締役社長、日本イースト工業会会長。

## 人物・経歴
静岡県清水市（現静岡市清水区）出身で、高等学校卒業まで同地で過ごした。1978年立教大学法学部卒業、オリエンタル酵母工業入社。2003年取締役に昇格。2007年常務取締役食品事業本部長。
2011年から生え抜き3人目となるオリエンタル酵母工業代表取締役社長を務め、パン需要の高まりや人手不足などに対応し、焼成冷凍パン用品質改良剤の上市を行うなどした。日本イースト工業会会長なども務めた。